# There’s Nothing Holdin’ Me Back
There’s Nothing Holdin’ Me Back – trzeci singel kanadyjskiego piosenkarza Shawna Mendesa, promujący jego drugi album studyjny, zatytułowany Illuminate. Singel został wydany 20 kwietnia 2017 roku. Twórcami tekstu utworu są Shawn Mendes, Teddy Geiger, Geoff Warburton oraz Scott Harris, natomiast jego produkcją zajęli się Geiger i Andrew Maury.
„There’s Nothing Holdin’ Me Back” jest utrzymany w stylu muzyki pop-rock. Singel był notowany na 6. miejscu na liście najlepiej sprzedających się singli w Kanadzie.

## Teledysk
Teledysk do singla został opublikowany 20 czerwca 2017 roku. Klip został nakręcony w Paryżu, Amsterdamie i Wielkiej Brytanii, a ukazuje Mendesa, który z uwielbieniem i zainteresowaniem patrzy na swoją ukochaną (w tej roli Ellie Bamber), która towarzyszy piosenkarzowi w czasie jego światowej trasy koncertowej i wycieczki po Europie.

## Wykonania na żywo
„There’s Nothing Holdin’ Me Back” znajdował się na liście utworów podczas Illuminate World Tour. 9 czerwca 2017 roku, piosenkarz zaprezentował piosenkę w programie The Graham Norton Show, a dzień później na Summertime Ball 2017 w Capital’s FM 2017. 19 czerwca wystąpił w The Tonight Show Starring Jimmy Fallon. Następnie wykonał utwór podczas gali MTV Video Music Awards 2017, następnie MTV Europe Music Awards 2017 i American Music Awards 2017.

## Lista utworów
- Digital download – NOTD Remix[8]

1. „There’s Nothing Holdin’ Me Back” (NOTD Remix) – 3:14

- Digital download – Acoustic[9]

1. „There’s Nothing Holdin’ Me Back” (Acoustic) – 3:21

## Notowania i certyfikaty
| Lista (2017)                                  | Najwyższa pozycja |
| --------------------------------------------- | ----------------- |
| Australia (Top 50 Singles)                    | 4                 |
| Austria (Ö3 Austria Top 40)                   | 3                 |
| Belgia (Ultratop 50 Singles, Flandria)        | 3                 |
| Belgia (Ultratop 50 Singles, Walonia)         | 12                |
| Czechy (Rádio – Top 100)                      | 1                 |
| Czechy (Singles Digitál – Top 100)            | 8                 |
| Dania (Track Top-40)                          | 4                 |
| Finlandia (Suomen virallinen lista – Singlet) | 18                |
| Francja (Top Singles & Titres)                | 17                |
| Hiszpania (PROMUSICAE)                        | 11                |
| Holandia (Dutch Top 40)                       | 4                 |
| Holandia (Single Top 100)                     | 8                 |
| Irlandia (Singles Chart)                      | 3                 |
| Kanada (Billboard Canadian Hot 100)           | 6                 |
| Niemcy (Media Control Charts)                 | 5                 |
| Norwegia (VG-Lista)                           | 15                |
| Nowa Zelandia (Recorded Music NZ)             | 8                 |
| Polska (AirPlay – Top)                        | 9                 |
| Portugalia (AFP)                              | 7                 |
| Słowacja (Rádio – Top 100)                    | 4                 |
| Słowacja (Singles Digitál – Top 100)          | 7                 |
| Stany Zjednoczone (Hot 100)                   | 6                 |
| Szwajcaria (Singles Top 100)                  | 8                 |
| Szwecja (Sverigetopplistan)                   | 11                |
| Węgry (Rádiós Top 40 játszási lista)          | 9                 |
| Węgry (Single (track) Top 40 lista)           | 13                |
| Wielka Brytania (UK Singles Chart)            | 4                 |
| Włochy (FIMI)                                 | 14                |

| Lista (2017)                          | Najwyższa pozycja |
| ------------------------------------- | ----------------- |
| Australia (Top 100 Singles)           | 10                |
| Austria (Ö3 Austria Top 40)           | 15                |
| Belgia (Ultratop, Flandria)           | 5                 |
| Belgia (Ultratop, Walonia)            | 18                |
| Dania (Track Top-100)                 | 7                 |
| Holandia (Single Top 100)             | 28                |
| Kanada (Billboard Canadian Hot 100)   | 16                |
| Niemcy (Media Control Charts)         | 19                |
| Nowa Zelandia (Recorded Music NZ)     | 32                |
| Polska (ZPAV)                         | 58                |
| Stany Zjednoczone (Hot 100)           | 23                |
| Szwajcaria (Singles Top 100)          | 30                |
| Szwecja (Sverigetopplistan)           | 38                |
| Węgry (Rádiós Top 100 játszási lista) | 50                |
| Węgry (Single (track) Top 100 lista)  | 50                |
| Wielka Brytania (UK Singles Chart)    | 16                |
| Włochy (FIMI)                         | 25                |

| Kraj                     | Certyfikat         |
| ------------------------ | ------------------ |
| Australia (ARIA)         | 4× platynowa płyta |
| Belgia (BEA)             | 2× platynowa płyta |
| Dania (IFPI Dania)       | platynowa płyta    |
| Francja (SNEP)           | platynowa płyta    |
| Hiszpania (PROMUSICAE)   | platynowa płyta    |
| Kanada (Music Canada)    | 3× platynowa płyta |
| Niemcy (BVMI)            | platynowa płyta    |
| Nowa Zelandia (RMNZ)     | platynowa płyta    |
| Polska (ZPAV)            | diamentowa płyta   |
| Stany Zjednoczone (RIAA) | 2× platynowa płyta |
| Szwecja (GLF)            | 2× platynowa płyta |
| Wielka Brytania (BPI)    | platynowa płyta    |
| Włochy (FIMI)            | 3× platynowa płyta |

## Historia wydania
| Region            | Data             | Format                 | Wersja     | Wytwórnia        | Źródło |
| ----------------- | ---------------- | ---------------------- | ---------- | ---------------- | ------ |
| Stany Zjednoczone | 25 kwietnia 2017 | Contemporary hit radio | Original   | Island, Republic | [ 68 ] |
| Świat             | 12 maja 2017     | Digital download       | NOTD Remix | Island           | [ 8 ]  |
| Francja           | 6 lipca 2017     | Digital download       | Acoustic   | Island           | [ 9 ]  |